# Christian August Crusius
Christian Augustus Crusius (Leuna, 10 gennaio 1715 – Lipsia, 18 ottobre 1775) è stato un filosofo e teologo tedesco.

## Vita e pensiero
Crusius nacque a Leuna, nei pressi di Merseburg in Sassonia. Si istruì presso l'Università di Lipsia e divenne professore di teologia nel 1750.
Inizialmente Crusius divenne noto come oppositore della filosofia di Gottfried Leibniz e Christian Wolff. Li attaccò soprattutto sulla base dei mali morali che scaturiscono necessariamente, a sua detta, da qualsiasi sistema deterministico e tentò di rivendicare la libertà della volontà. Contro Leibniz e Wolff invocò l'unità della rivelazione e della ragione positiva, e respinse la prova ontologica dell'esistenza di Dio. Le sue opere più importanti di questo periodo furono Anweisung, vernünftig zu leben (Guida per vivere ragionevolmente, 1744), Entwurf der nothwendigen Vernunftwahrheiten wiefern sie den zufälligen entgegengesetzt werden (Profilo delle verità necessarie della ragione nella misura in cui si oppongono alle verità contingenti, 1745), Weg zur Gewissheit und Zuverlässigkeit der menschlichen Erkenntniss (Percorso di certezza e affidabilità della conoscenza umana, 1747) e Anleitung, über natürliche Begebenheiten ordentlich und vorsichtig nachzudenken (Istruzioni su come riflettere correttamente e con cautela sugli eventi naturali, 1749). Le opere filosofiche di Crusius ebbero una grande ma breve popolarità. La sua critica rivolta a Wolff influenzò Immanuel Kant nel momento in cui il suo sistema filosofico era in via di formazione. Le sue dottrine etiche ed epistemologiche sono citate nella Dissertazione Inaugurale e nella Critica della ragion pratica: Kant “fu profondamente influenzato da Crusius”. 
Crusius dedicò la parte successiva della sua vita alla teologia. Fu a capo della “fazione universitaria” che divenne nota per l'opposizione a quella di Johann August Ernesti. I due professori, infatti, adottarono due opposti metodi di esegesi: Ernesti volle sottoporre le Sacre Scritture allo stesso trattamento di esegesi riservato agli altri libri antichi, mentre Crusius rimase saldamente ancorato alla tradizione ecclesiastica ortodossa.

## Opere
I capolavori teologici di Crusius sono gli Hypomnemata ad theologiam propheticam (1764-1778) e Kurzer Entwurf den Moraltheologie (Brevi schemi di teologia morale, 1772-1773). Il suo capolavoro filosofico è invece Entwurf der notwendingen Vernunftwahrheiten, (ristampa anastatica: Darmstadt: Wissenschaftliche Buchgesellschaft, 1963). Si oppose all'innovazione in certi settori, come l'accettata paternità di scritti canonici, l'ispirazione verbale e il trattamento delle persone e degli eventi nel Vecchio Testamento. Le sue opinioni influenzarono studiosi successivi del Vecchio Testamento tra i quali E.W. Hengstenberg e Franz Delitzsch.
Maggiori informazioni su Crusius si possono trovare nella Allgemeine Encyclopädie di Ersch e Gruber ed anche nella Storia della filosofia di J.E. Erdmann, in Kant e Crusius (1917) di Anton Marquardt.
- Christian August Crusius, Die Philosophischen Hauptwerke, ristampa anastatica in quattro volumi a cura e con un'introduzione di Giorgio Tonelli, Hildesheim, Georg Olms, 1964-.